# Roman Dereń
Roman Dereń (ur. 8 sierpnia 1884 w Warszawie, zm. 14 lipca 1962 tamże) – polski aktor teatralny i filmowy.

## Życiorys
Urodził się w rodzinie Stanisława i Heliodory Dereniów. Po ukończeniu sześciu klas gimnazjum realnego podjął pracę jako urzędnik w administracji państwowej. Równocześnie uczył się rysunku i studiował architekturę.

### I wojna światowa
Podczas I wojny światowej został ewakuowany na Krym, gdzie studiował aktorstwo pod kierunkiem W. Kownackiego. Zadebiutował w 1915 w teatrze rosyjskim w Symferopolu. Następnie występował w innych teatrach na Krymie.

### Okres międzywojenny
Po powrocie do kraju w 1921 został zaangażowany w Teatrze Maska i Teatrze Komedia w Warszawie, a od czerwca 1923 na stałe w Teatrze Polskim, w którym występował aż do 1939. W latach 1934–1936 grał także w innych teatrach TKKT (w Teatrze Narodowym, Teatrze Nowym i Teatrze Letnim). W okresie międzywojennym występował w wielu filmach polskich, m.in. w filmach niemych: Bożyszcze (1923), Trędowata (1926).

### II wojna światowa
Podczas okupacji niemieckiej przebywał w Warszawie i prowadził własną kawiarnię. Pracował też w kawiarni Teatru Polskiego. Była to „Kawiarnia-Bar”, otwarta 21 marca 1940 roku w dawnej palarni Teatru Polskiego przy ul. Karasia 2. Pełnił też funkcję skarbnika Prezydium Tajnego Zarządu ZASP. Odmówił udziału w niemieckim nazistowskim filmie propagandowym Heimkehr. W 1944 występował w warszawskich teatrach jawnych Komedia i Wodewil. Po upadku powstania warszawskiego został wywieziony do Niemiec, wrócił w 1945.

### Okres powojenny
Po wojnie skupił się na grze w teatrze, sporadycznie tylko grając w filmach. W sezonie 1945/46 grał w Teatrze Polskim w Poznaniu, a następnie, aż do śmierci, ponownie w Teatrze Polskim w Warszawie.
Grał w Teatrze Telewizji, m.in. w spektaklu Zastępca, Pan Lunot Guy de Maupassanta w reż. Marka Tadeusza Nowakowskiego (1957) i Kraszewski w Warszawie Augusta Wilkońskiego w reż. Tadeusza Byrskiego (1961).
W marcu 1949 rozpoczął pracę w Teatrze Polskiego Radia. Pierwszym słuchowiskiem, w którym zagrał, był Krzyk jarzębiny Wacława Kubackiego, w reż. Janusza Warneckiego, następnie zagrał w Pańskich dziadach Michała Bałuckiego, w reż. Zbigniewa Kopałki (1952), a także w Horsztyńskim Juliusza Słowackiego w reż. Edmunda Wiercińskiego (1954) i w Wielkim człowieku do małych interesów Aleksandra Fredry, w reż. Jerzego Leszczyńskiego (1954).
Zasłużył się jako działacz ZASP, a następnie SPATiF-u. W 1929 był w Zarządzie Głównym ZASP, od 1936 sekretarzem Kapituły Członków Zasłużonych ZASP. Sam także został uhonorowany tytułem zasłużonego członka ZASP.
Zmarł w Warszawie, pochowany na cmentarzu Powązkowskim (kwatera 211-1-26).

## Ordery i odznaczenia
- Srebrny Krzyż Zasługi (30 marca 1938)[7]
- Złoty Krzyż Zasługi (11 lipca 1955)[8]
- Srebrny Krzyż Zasługi (13 listopada 1953)[9]
- Medal 10-lecia Polski Ludowej (19 stycznia 1955)[10]

## Filmografia[4]
- 1923: Bożyszcze. W sidłach uwodziciela
- 1926: Trędowata
- 1929: Grzeszna miłość
- 1929: Mocny człowiek jako lokaj w Hotelu „Europejskim”
- 1930: Moralność pani Dulskiej jako stróż
- 1931: Dziesięciu z Pawiaka jako policjant w cyrkule
- 1932: Księżna Łowicka jako lokaj Wielkiego Księcia
- 1933: Prokurator Alicja Horn jako urzędnik Sądu Okręgowego
- 1933: Szpieg w masce jako woźny w laboratorium
- 1933: Wyrok życia jako portier w Wytwórni Papierów Wartościowych
- 1934: Pieśniarz Warszawy
- 1935: Antek policmajster jako żandarm aresztujący Antka Króla
- 1935: Dwie Joasie jako kelner na balu mody
- 1935: Manewry miłosne czyli córka pułku jako kamerdyner baronowej Kolmar
- 1935: Panienka z poste restante jako kelner w kawiarni w Dubrowniku
- 1936: Ada! To nie wypada! jako przyjaciel Dziewanowskiego
- 1936: Dwa dni w raju
- 1936: Jego wielka miłość jako szef kelnerów na przyjęciu
- 1936: Róża jako oficer rosyjski
- 1936: Tajemnica panny Brinx jako pracownik hotelu w Zakopanem
- 1937: Dziewczęta z Nowolipek jako współbiesiadnik w restauracji
- 1937: Skłamałam jako klient w "salonie" hrabiny Wirmickiej
- 1937: Ułan księcia Józefa jako Ziółkowski, ochmistrz na dworze księcia
- 1937: Znachor jako chłop, który przyniósł ranną Marysię do znachora
- 1938: Kościuszko pod Racławicami jako podkomorzy
- 1938: Paweł i Gaweł jako redaktor
- 1938: Zapomniana melodia jako wspólnik w koncernie Rolicza
- 1939: Sportowiec mimo woli jako właściciel salonu fryzjerskiego w Warszawie
- 1939: Biały Murzyn jako lekarz w klinice
- 1939: Ja tu rządzę jako Baptysta, lokaj hrabiostwa Lulewiczów
- 1939: Kłamstwo Krystyny jako przechodzień
- 1949: Za wami pójdą inni...
- 1951: Młodość Chopina jako ekonom